# Pachygnatha simoni
Pachygnatha simoni är en spindelart som beskrevs av Senglet 1973. Pachygnatha simoni ingår i släktet Pachygnatha och familjen käkspindlar.
Artens utbredningsområde är Spanien. Inga underarter finns listade i Catalogue of Life.